# Seyidotettix swahili
Seyidotettix swahili är en insektsart som beskrevs av Rehn, J.A.G. 1939. Seyidotettix swahili ingår i släktet Seyidotettix och familjen torngräshoppor. Inga underarter finns listade i Catalogue of Life.